# Textron
La Textron è una società statunitense con sede a Providence, Rhode Island. L'azienda è strutturata come un conglomerato e attraverso le sue sussidiarie è attiva nei settori della difesa, dell'aerospazio e della sicurezza.

## Organizzazione

### Bell Helicopter

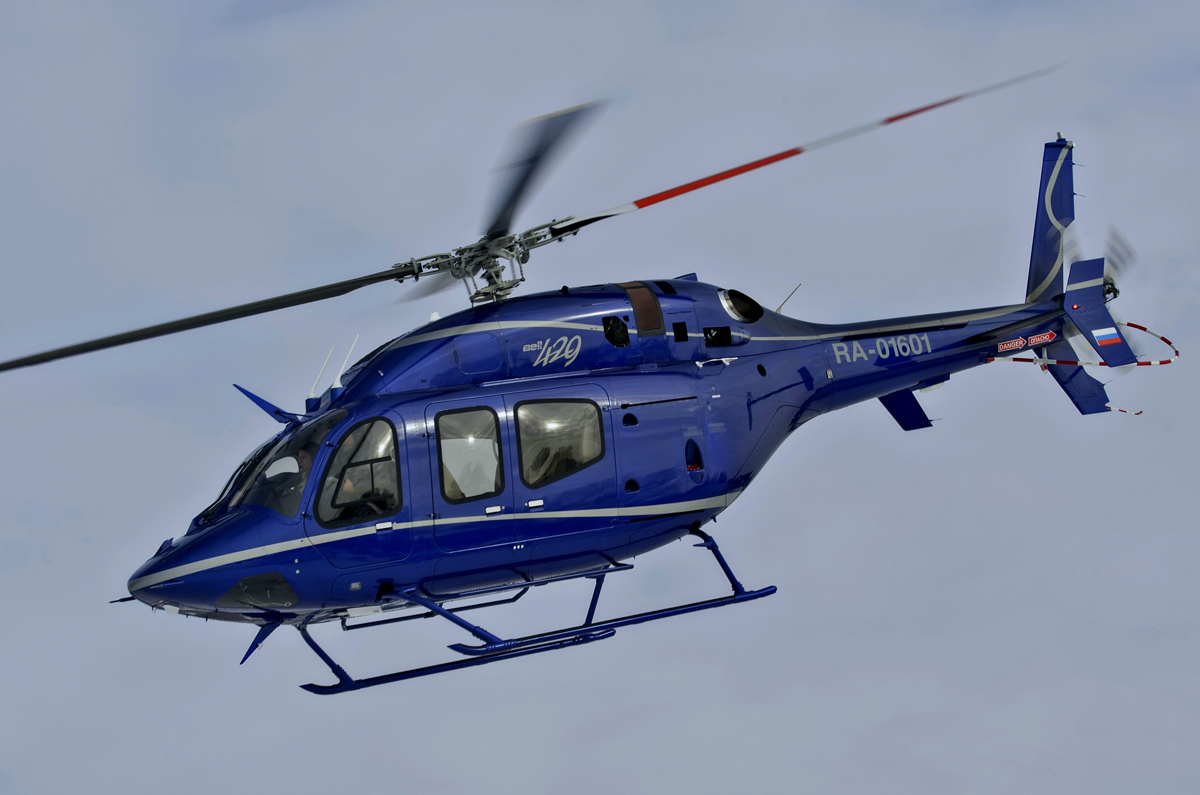
Bell 429

La Bell Helicopter è un costruttore americano di elicotteri con sede a Hurst, Texas.

### Kautex Textron
La Kautex Textron è specializzata nella fornitura di componentistica per l'industria automobilistica.

### Textron AirLand
La Textron AirLand è una joint venture tra la Textron e AirLand Enterprises costituita per lo sviluppo del Textron AirLand Scorpion.

### Textron Aviation
La Textron Aviation è stata costituita nel 2014 per la costruzione e la manutenzione dei velivoli a marchio Beechcraft, Cessna e Hawker.

### Textron Systems

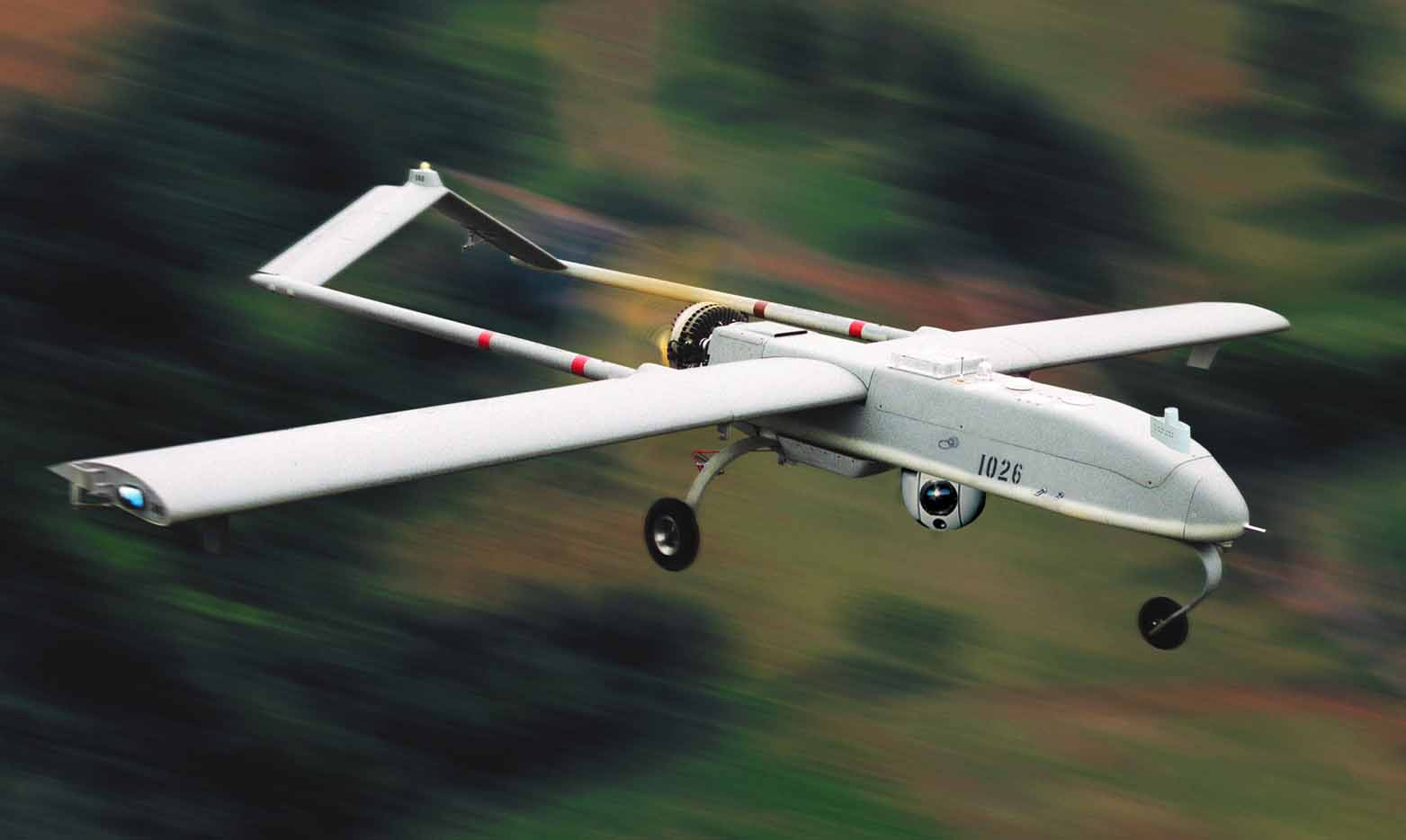
RQ-7B Shadow

La Textron Systems è un'unità operativa della Textron specializzata nei settori dell'aerospaziale e della difesa, con sede a Providence, Rhode Island.
La Textron System controlla alcune società:
- AAI Corporation (Hunt Valley, Maryland)
- Advanced Information Solutions (Austin, Texas)
- Geospatial Solutions (Sterling, Virginia)
- Lycoming Engines, (Williamsport, Pennsylvania)
- Marine & Land Systems (Slidell, Louisiana)
- TRU Simulation & Training (Goose Creek, Carolina del Sud)